# Шейдт, Самуэль
Самуэль Шейдт, Шайдт (нем. Samuel Scheidt; 4 ноября 1587, Галле — 24 марта 1654, Галле) — немецкий композитор и органист, один из основателей Северонемецкой органной школы. Писал преимущественно духовную музыку. Самуэль Шейдт — один из наиболее значительных (наряду с Г. Шютцем и И. Г. Шейном, так называемые «три Ш») композиторов раннего немецкого барокко.

## Очерк биографии и творчества
Учился у Яна Свелинка. В 1603—1608 годах — органист в Галле, с 1609 года — при дворе Кристиана Вильгельма, маркграфа Бранденбургского (с 1619 года — капельмейстер), в 1628—30 годах руководитель городской музыки (Musikdirektor) Галле. Руководил обновлением и постройкой нескольких органов в Германии (в том числе, Маркткирхе в Галле). В 1630 был смещён с поста «музикдиректора», по распространённой версии, вследствие разногласий с ректором местной гимназии Кристианом Гвейнцем (Gueintz), по другой версии, вследствие повторного обращения в католичество. С 1630 несколько лет был «свободным художником», зарабатывая себе на жизнь частными уроками (среди его учеников Адам Кригер) и редкими заказами на сочинение музыки. В 1636 в Галле разразилась эпидемия чумы, от которой погибли все его дети. С 1638 служил капельмейстером при дворе герцога Августа Саксен-Вейсенфельского. 
Шейдт — автор многих хоральных обработок хоровой церковной музыки. Среди сочинений: «Духовные песни» (Cantiones sacrae, 1620), «Духовные концерты» (Geistliche Konzerte, 1622), «Новые духовные концерты» (Newe geistliche Concerten; 4 сборника: 1631, 1634, 1635, 1640), три сборника танцев «Музыкальные игры» (Ludi musici, 1621-27), 70 «Симфоний в концертной манере» (Symphonien auff Concerten manir) для различных инструментов и бассо континуо, сборник небольших духовных кантат для 2 голосов и бассо континуо «Liebliche Kraftblümlein» (1635). Из сочинений для органа и клавира наиболее значительны «Новая табулатура» (Tabulatura nova, 1624) и так называемая гёрлицкая (по месту издания) «Табулатурная книга» (1650).
На сочинения Шейдта принято ссылаться сокращённо, по каталогу К.-П. Коха (SSWV).

## Новая табулатура
Самый масштабный сборник музыки Шейдта — «Новая табулатура, содержащая обработки некоторых псалмов, фантазий, духовных песен, а также пассамеццо и каноны», в трёх частях, опубликованный в Гамбурге в 1624 году. Несмотря на название, сборник Шейдта не имеет ничего общего с табулатурой. Музыка, предназначенная для клавира (в данном случае органа), записана в виде партитуры, причём каждый голос (SATB) помещён на отдельном 5-линейном нотоносце. В этом, очевидно, и состояла, по мнению автора, «новизна» клавирной нотации.
Основу для многоголосных обработок составили мелодии протестантских хоралов (гимны и кантики — обработки мелодий традиционного католического обихода). В чрезвычайно пёстрой палитре (как церковных, так и светских) жанров и форм «Новой табулатуры» гимны, магнификаты, Benedicamus, части ординария мессы (Kyrie, Credo), церковные песни (на гимнографические тексты), псалмы, фантазии, токкаты, аллеманды, куранты, каноны, пассамеццо.

## Сочинения
- Gesamtausgabe der Werke, hrsg. v. G.Harms und Ch.Mahrenholz. 16 Bde. Hamburg, 1923-62.